# Windsor Great Park
 Ikke at forveksle med Home Park (Windsor).
Windsor Great Park (dansk: Windsor Store Park) er en dyrehave syd for Windsor by. Parken ligger på grænsen mellem grevskaberne Berkshire og Surrey.
Parken ligger ved Windsor Castle, og den har gennem århundreder været et privat jagtområde for kongehusets medlemmer.

## Huse i parken
Royal Lodge er kendt siden 1662. Huset var oprindeligt bolig for parkens viceinspektør (Deputy Ranger)
Royal Lodge blev brugt af dronningemoderen Elizabeth, tidligere hertuginde af York fra 1931, og huset var hendes residens i 1952–2002. I 2003 lejede hertug Andrew af York huset for en periode på 75 år. (I 1999–2004 havde det nærliggende Sunninghill House været residens for Andrew af York.)
Royal Chapel of All Saints (dansk: Kongelige Kapel for alle Helgener eller Dronning Victorias Kapel) er en kirke fra 1825. Kirken ligger mindre end 100 meter fra Royal Lodge. Kirken er en uformel sognekirke for beboerne og de ansatte på Windsor Castle.
Cumberland Lodge er fra 1652. Siden 1947 har huset været brugt af en velgørende fond. Tidligere var Cumberland Lodge tjenestebolig for inspektøren for parken (Ranger of Windsor Great Park).
I 1936 holdt premierminister Stanley Baldwin og kong Edward 8. af Storbritanniens privatsekretær møder på Cumberland Lodge. Disse møder banede vej for kongens abdikation senere samme år.

## Parkens forvaltere og jagtmestre
Indtil 1947 boede parkens inspektør som regel på Cumberland Lodge.
Inspektører (Ranger of Windsor Great Park) og viceinspektører (Deputy Ranger):
- 1601 – 1616: Charles Howard, 1. jarl af Nottingham
- 1644 – 1662: sir Edward Nicholas
- 1648 – 1650: Philip Herbert, 4. jarl af Pembroke
- 1671 – 1697: Baptist May, én af kong Karl 2. af Englands betroede venner.
- 1697 – 1702: William Bentinck, 1. jarl af Portland, en hollænder, der var barndomsven af den hollandsk fødte kong Vilhelm 3. af England.
- 1704 – 1744: Sarah Churchill, hertuginde af Marlborough, den nærmeste veninde til dronning Anne af Storbritannien, Sarah Churchills mand John Churchill, 1. hertug af Marlborough døde på Cumberland Lodge.
- 1744 – 1746: John Spencer, dattersøn af Sarah Churchill.
- 1766 – 1765: prins William, hertug af Cumberland var kong Georg 2. af Storbritanniens yndlingssøn og bror til dronning Louise af Danmark-Norge.
- 1644 – 1803: prins Henry, hertug af Cumberland og Strathearn, bror til Georg 3. af Storbritannien, efter prins Henrys død i 1790 fortsatte hans enke (den borgerligt født Anne Horton) som ranger frem til 1803
- 1840 – 1861: Prins Albert af Sachsen-Coburg og Gotha, gift med dronning Victoria af Storbritannien.
- 1867 – 1917: prins Christian af Augustenborg, svigersøn til dronning Victoria. Prins Christian var gift med Helena af Storbritannien.
- 1952 – nu: Prins Philip, hertug af Edinburgh, gift med dronning Elizabeth 2. af Storbritannien.

### Andre beboere på Cumberland Lodge
- indtil 1823: George Spencer-Churchill, 5. hertug af Marlborough.
- 1830 – 1843: Prins August Frederik, hertug af Sussex, søn af Georg 3. af Storbritannien.
- 1917 – 1923: Helena af Storbritannien (datter af dronning Victoria). I 1872 flyttede hun ind sammen med sin mand prins Christian af Augustenborg, der var parkens ranger. Efter hans død i 1917 blev hun boede på Cumberland Lodge.
- 1923 – 1947: Edmund FitzAlan-Howard, 1. vicegreve FitzAlan af Derwent, Irlands sidste vicekonge (Lord Lieutenant).

51°26′40″N 0°36′15″V / 51.4444°N 0.6042°V